# 鐵面特警隊 (小說)
《鐵面特警隊》（英語：L.A. Confidential）是1990年由詹姆士·艾洛伊所寫的新黑色小說，也是洛城四部曲系列的第三部作品。詹姆士·艾洛伊以該書獻詞給"to Mary Doherty Ellroy"，題詞則是"A glory that costs everything and means nothing—Steve Erickson."。

## 改編電影
小說於1997年被改編成同名電影，由寇蒂斯·韓遜執導及編劇，主演是奇雲·史柏西、羅素·高爾、佳·皮雅斯、詹姆斯·克倫威爾、金·碧辛嘉、大衛·史崔森和丹尼·德維托。

## 電視劇版
2003年，《鐵面特警隊》電視劇的試播集開播。然而，試播集後來沒被變成連續劇。本劇的主要演員是基夫·修打蘭、喬許·霍普金斯、大衛·康瑞德、普魯特·泰勒·文斯、梅利莎·乔治、Tom Nowicki和埃里克·罗伯茨。試播集現在收錄於電影版雙碟DVD及藍光光碟的特別收錄中。

## 演員
| 角色                       | 1997年電影      | 2003年電視劇試播集 |
| -------------------------- | --------------- | ------------------ |
| Det. Sgt. Jack Vincennes   | 奇雲·史柏西     | 基夫·修打蘭        |
| Ofc. Wendell "Bud" White   | 羅素·高爾       | 喬許·霍普金斯      |
| Det. Lt. Edmund "Ed" Exley | 佳·皮雅斯       | 大衛·康瑞德        |
| Capt. Dudley Smith         | 詹姆斯·克倫威爾 | Tom Nowicki        |
| Lynn Bracken               | 金·碧辛嘉       | 梅利莎·乔治        |
| Sid Hudgens                | 丹尼·德維托     | 普魯特·泰勒·文斯   |
| Pierce Patchett            | 大衛·史崔森     | 埃里克·罗伯茨      |

## 外部連結
- 互联网电影数据库（IMDb）上《L.A. Confidential (2003 television pilot)》的资料（英文）
- 互联网电影数据库（IMDb）上《L.A. Confidential (TV Movie 2018)》的资料（英文）